# Jean-Marie Ducharme
Jean-Marie Ducharme, (19 juillet 1723 – 20 juillet 1807), est un négociant de fourrures et un homme politique du Bas-Canada.

## Biographie
Il devint un négociant de fourrure comme son père avant lui. Il quitta sa ville natale de Lachine pour arpenter l'ouest canadien du côté de Fort Duquesne à Monongahela (aujourd'hui Pittsburgh dans l'État de Pennsylvanie).
En 1763, sous le régime anglais, Jean-Marie Ducharme trafique clandestinement des munitions contrevenant l'interdiction britannique. Il finit par se faire prendre et est emprisonné à Montréal. En 1772, alors qu'il commerce avec les Amérindiens de la Nation Osages entre la baie des Puants (Green bay) et le fleuve Missouri en Louisiane espagnole (anciennement Louisiane française jusqu'en 1763), il manque de se faire arrêter par les troupes espagnoles et a le temps de s'échapper vers Montréal; mais son stock de fourrures est confisqué. En 1779-1780, il aide à mener une expédition militaire britannique contre les Espagnols, alliés des États-Unis, à Saint-Louis.
Après s'être retiré du commerce des fourrures, Jean-Marie Ducharme a représenté le comté de Montréal à l'Assemblée législative du Bas-Canada de 1796 à 1800 lors de la deuxième législature du Bas-Canada. Jean-Marie Ducharme est mort à Lachine en 1807. Son fils Dominique Ducharme a également fait le commerce des fourrures et plus tard a servi avec distinction pendant la guerre de 1812.